# راي لي
راي لي (بالإنجليزية: Ray Lee)‏ هو لاعب كرة قدم بريطاني في مركز الوسط، ولد في 19 سبتمبر 1970 في برستل في المملكة المتحدة. لعب مع نادي أرسنال.